# MCM5
El factor de autorización de replicación del ADN MCM5 es una proteína que en los seres humanos está codificada por el gen MCM5 .

## Función
La proteína codificada por este gen es estructuralmente muy similar a la proteína CDC46 de S. cerevisiae, una proteína involucrada en el inicio de la replicación del ADN. La proteína codificada es un miembro de la familia MCM de proteínas de unión a cromatina y puede interactuar con al menos otros dos miembros de esta familia. La proteína codificada se regula al alza en la transición de la fase G0 a G1 / S del ciclo celular y puede participar activamente en la regulación del ciclo celular.

## Interacciones
Se ha demostrado que MCM5 interactúa con:
- Proteína quinasa relacionada con el ciclo 7 de división celular,
- MCM2,
- MCM3,
- MCM7,[4][5]
- ORC2L,[6]
- ORC6L,  y
- STAT1 .[7]